# صبري عامر
صبري محمد أحمد عامر خضر  وشهرته صبري عامر (11 يناير 1955-) مهندس مصري، عضو في مجلس الشعب المصري، عن الدورة البرلمانية 2005-2010، وعضو الكتلة البرلمانية لنواب الإخوان المسلمين عن دائرة بركة السبع بمحافظة المنوفية. يقطن قرية أبو مشهور التابعة لمركز بركة السبع.

## التعليم
- بكالوريوس هندسة قسم كهرباء قوى دفعة 1978.

## النشاط السياسى
- عضو مجلس الشعب عن الدائرة الانتخابية ببركة السبع محافظة المنوفية. الدورة البرلمانية 2005-2010
- وكذلك عضو مجلس الشعب عن دائرته الانتخابية ببركة السبع (( محافظة المنوفية )). الدورة البرلمانية 2011 - 2015

## العمل
- مدير إدارة الصيانة بمستشفيات جامعة المنوفية التابعة لكلية الطب.